# Francisco Joaquim Ferreira do Amaral

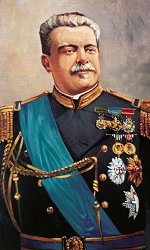
Francisco Joaquim Ferreira do Amaral.

Francisco Joaquim Ferreira do Amaral (Lissabon, 11 juni 1843 - 11 augustus 1923) was een Portugees militair en politicus in de eindperiode van de constitutionele monarchie. Van 4 februari tot 26 december 1908 was hij premier van Portugal in een door koning Emanuel II benoemde regering van voornamelijk onafhankelijke politici.

## Levensloop
Ferreira do Amaral trad toe tot de marine en kon opklimmen tot admiraal. Zijn vader was ook militair en schopte het tot gouverneur-generaal van Portugees-Indië. Hijzelf was van 1882 tot 1886 gouverneur-generaal van Angola, waarna hij ook gouverneur-generaal van Portugees-Indië werd. Van 1892 tot 1893 was hij minister van Marine en van Koloniën, waarna hij in 1893 voor korte tijd minister van Buitenlandse Zaken werd.
Zijn voorganger als premier, João Franco, had geprobeerd om de steeds sterker wordende republikeinse tendensen en een algemene opstand tegen de monarchie met harde hand te bekampen, waardoor hij autoritair regeerde met koninklijke decreten en zonder de medewerking van het parlement. Zijn politiek zorgde ervoor dat hijzelf en koning Karel I bij het volk impopulair werden. Uiteindelijk werd er op 1 februari 1908 een aanslag gepleegd op de koninklijke familie. Zowel koning Karel I als kroonprins Lodewijk Filips kwamen hierbij om. De nieuwe koning, Emanuel II, gaf João Franco wegens zijn autoritaire politiek mee de schuld van de moord op zijn vader en zijn broer. Bijgevolg werd Franco ontslagen en Ferreira do Amaral werd benoemd tot de nieuwe premier van Portugal. Van de koning kreeg Ferreira do Amaral de opdracht om de binnenlandse situatie te verbeteren door een liberale politiek te voeren. Bijgevolg werd zijn regering de Regering van de Geruststelling (Governo da acalmação) genoemd, omdat hij als premier alle tegen de republikeinen gerichte wetten van João Franco ongedaan maakte.
Toen in 1910 de monarchie ten einde kwam en de Eerste Portugese Republiek werd uitgeroepen, sloot hij zich aan bij de Democratische Partij van Afonso Costa.
- International Standard Name Identifier: 0000 0003 7813 7261
- Library of Congress Control Number: no2007054629
- Virtual International Authority File: 255734976